# Tetragnatha gertschi
Tetragnatha gertschi este o specie de păianjeni din genul Tetragnatha, familia Tetragnathidae, descrisă de Chickering, 1957.
Este endemică în Panama. Conform Catalogue of Life specia Tetragnatha gertschi nu are subspecii cunoscute.